# Донець-Захаржевський Дмитро Андрійович
Дмитро Андрійович Донець-Захаржевський (1784? — 18 грудня 1871) — колекціонер та меценат, український збирач твердокрилих комах та інших тварин, колекції якого заклали підвалини Державного музею природи Харківського національного університету ім. В. Н. Каразіна.

## Життєпис
Дмитро Андрійович Донець-Захаржевський — прямий нащадок знаного слобожанського козацького старшинського і дворянського роду Донців-Захаржевських. Його батьками були надвірний радник Андрій Михайлович Донець-Захаржевський (1761—1795) та Катерина Дмитрівна, до шлюбу Норова. Крім Дмитра, родина мала дітей: Єлизавету, Анастасію, Григорія та Надію.
У 1804 році він вступив на державну службу і успішно долав сходинки службової кар'єри. Маючи цивільний чин дійсного статського радника, обіймав посаду губернатора Катеринославської губернії (1828—1831). Його обрали Почесним громадянином міста Зміїв. Володів фамільним маєтком — слободою Костянтинівка (в наш час село Костянтівка) (1689—1871). Він асигнував чималі суми на ремонт та оздоблення слобідського Різдвяно-Богородичного храму. Дмитро Андрійович був одружений з графинею Оленою Олександрівною, до шлюбу Самойловою. Дітей вони не мали, тож він став останнім представником роду. 18 грудня 1871 року його вбив небіж Похвеснєв, син сестри Надії. Поховали Д. А. Донця-Захаржевського у слободі Костянтівці, в склепі згаданого вище храму.

## Колекції
Багато років Дмитро Андрійович збирав природничі колекції, не жалкував коштів на придбання цінних експонатів. Маєток у Костянтинівці прикрашали розкішний парк та оранжерея, де були зібрані тропічні рослини, в тому числі й рідкісні.
Але найбільше приваблювали його місцеві та екзотичні твердокрилі (жуки). Він збирав їх особисто на Харківщині, у Криму та на Кавказі, купляв у відомих російських та західноєвропейських ентомологів та колекціонерів. Врешті-решт його зібрання цієї групи комах складалося з 19 217 видів 2130 родів. Її рукописний каталог склав п'ять томів, а займала вона 10 ентомологічних шаф. Усе зібране Д. Донцем-Захаржевський заповів зоологічному кабінетові Харківського імператорського університету.
Спадкоємці виконали його волю. В 1873 році зоокабінет, крім твердокрилих, поповнили зібрані Д. Донцом-Захаржевським 3218 черепашок молюсків в 11 вітринах з червоного дерева, а також палеонтологічне зібрання. Остання надійшла до мінералогічного кабінету. Завдячуючи такому суттєвому поповненню, зоокабінет невдовзі перетворився на Зоологічний музей.
Колекції Д. А. Донця-Захаржевського (особливо ентомологічну) використовують сучасні зоологи — при підготовці дисертацій (наприклад, (), наукових статей, монографій. Ці старовинні колекції, зокрема, дозволяють судити про поширення тварин, фауністичні зміни, що відбулися в Україні та за її межами протягом останніх століть та ін.